# Potuły (województwo pomorskie)
Potuły (kaszub. Pòtułë) – wieś w Polsce, w województwie pomorskim, w powiecie kartuskim, w gminie Stężyca. Położona na Kaszubach, na obszarze Kaszubskiego Parku Krajobrazowego w Szwajcarii Kaszubskiej u podnóża wzgórza Wieżycy na turystycznym szlaku Wzgórz Szymbarskich. 
Potuły 31 grudnia 2014 r. miały 261 stałych mieszkańców. 
Wieś jest siedzibą sołectwa Potuły w którego skład wchodzi również miejscowość Krzeszna.
W latach 1975–1998 miejscowość administracyjnie należała do województwa gdańskiego.